# Walther Augustin Villiger
| Planetoida     | Data odkrycia     |
| -------------- | ----------------- |
| (428) Monachia | 18 listopada 1897 |

Walther Augustin Villiger (ur. 25 grudnia 1872 w Lenzburgu, zm. 5 lutego 1938 w Jenie) – niemiecki astronom pochodzenia szwajcarskiego.
Działał w Monachium, zajmując się obserwacjami planetoid i komet. Pracował również w Carl Zeiss, gdzie opracowywał m.in. projektory do planetarium.
W uznaniu jego pracy jedną z planetoid nazwano (1310) Villigera.